# Magnum Photos
Magnum Photos ist eine unabhängige Fotoagentur und Fotografenagentur. Die Agentur ist eine Genossenschaft und im Besitz ihrer Mitglieder. Magnum Photos wurde am 27. April 1947 von den vier Fotografen Robert Capa, Henri Cartier-Bresson, David „Chim“ Seymour und George Rodger in New York gegründet. Zu den weiteren ursprünglichen Anteilseignern zählten Maria Eisner, William Vandivert und Rita Vandivert (erste Präsidentin von Magnum Photos). Motivation zur Gründung war der Wunsch der Fotografen, die Rechte an ihren eigenen Bildern zu behalten und die Vermarktung gegenüber großen Magazinen und Agenturen zu verbessern.

## Geschichte und Entwicklung
Das zum Zeitpunkt der Gründung erworbene Prestige der Kriegsfotografen trug mit dazu bei, dass sich Magnum verwirklichen ließ. Zum einen gab es in den 1930er Jahren eine Fülle von neuen Fotoillustrierten (z. B. Life, Time), die einen großen Bedarf an neuen Bildern hatten und mit Vorliebe aus den Krisengebieten berichteten, zum anderen waren große Teile der Welt fotografisch unerschlossen, so dass man als Reportagefotograf, wie George Rodger es einmal formulierte, „… Bilder über alles und jeden machen konnte, und die Magazine rissen sich darum …“. Außerdem machten technische Entwicklungen wie kleinere, handlichere Kameras – besonders die legendäre Leica – und empfindlicheres Filmmaterial die Fotografen flexibler. Der Legende nach spielte bei der Namensgebung eine Magnumflasche Champagner eine Rolle, die anlässlich der Gründung getrunken worden sein soll. Sie sollte gute Laune, gute Geschäfte und ein exklusives Produkt symbolisieren.
Die Agentur wurde mit dem Ziel ins Leben gerufen, in einer Kooperative humanistisch gleichgesinnter Fotografen selbstständig organisiert und unabhängig zu sein.
Unabhängigkeit bedeutete für sie vor allem, nicht der Willkür der Bildredakteure und den Sachzwängen des Layouts zu unterliegen. So sollte kein Fotograf z. B. in aller Eile über die Sueskrise berichten müssen, wenn er sich lieber monatelang mit Schafzüchtern in Neuseeland beschäftigen wollte.
Unter Humanismus verstanden sie, dass aus dem Verantwortungsgefühl und Respekt des Fotografen gegenüber der Welt und ihren Menschen Bilder entstehen können, die einen weltverbessernden, erzieherischen Einfluss haben. Zudem formulierten sie Forderungen zum Umgang mit ihren verkauften Bildern, die das begründeten, was heute als Urheberrecht vertraut ist: Der Name des Fotografen musste bei jeder Veröffentlichung angegeben werden, Bilder durften nicht beschnitten werden und die Rechte am Bild sowie die Negative blieben beim Fotografen, wodurch sich die Vermarktungsmöglichkeiten verbesserten, da Bilder mehrfach verkauft werden konnten.

„Ein Journalist ist nichts, wenn er nicht die Rechte an seinen Negativen besitzt.“

„Wir wollen uns nicht zu den Domestiken der Presse machen lassen und uns auch unsere Themen selbst aussuchen, was zu dieser Zeit einer Revolution gleichkam.“

Die ursprüngliche Gruppe von sieben Fotografen, bestehend aus Robert Capa, Henri Cartier-Bresson, George Rodger, David Seymour, Bill Vandivert, Ernst Haas und Werner Bischof, richtete zuerst ein Büro in New York ein, dem einige Jahre später eines in Paris folgte. Innerhalb weniger Tage kamen zehn weitere Fotografen dazu. Die Agenturmitglieder „teilten“ die Welt unter sich auf: Capa und Seymour waren beispielsweise für Europa zuständig, Rodger für Afrika und Cartier-Bresson, dessen Ehefrau Ratna Mohini aus Java stammte, für Asien. Feste Regeln für die Aufnahme von neuen Mitgliedern gab es noch nicht. Ein bloßes Nicken von Capa oder Cartier-Bresson genügte zu diesem Zeitpunkt, im Gegensatz zur Gegenwart, wo eine Zweidrittelmehrheit benötigt wird, um Vollmitglied zu werden. Ansonsten wirken die verschiedenen Arten von Mitgliedschaften und die Bedingungen auf Außenstehende eher verwirrend. „Es bewerben sich zwar immer wieder auch Frauen, aber aus unerfindlichen Gründen hat sich ein ausgewogenes Geschlechterverhältnis nie herstellen lassen“ schrieb Brigitte Lardinois in ihrem Nachwort zu Magnum Magnum.
Zur Umsetzung ihrer Ziele brachte jedes Gründungsmitglied 400 Dollar ein, um erste Reisen und Projekte finanzieren zu können. Robert Capa übernahm die erste Präsidentschaft bis zu seinem Tod in Indochina 1954 (er trat bei einer Fotoreportage auf eine Mine). Als Präsident blieb Capa stets ein Gleicher unter Gleichen, denn von Beginn an war Magnum demokratisch organisiert. 1956 starb David „Chim“ Seymour in Ägypten bei einer Berichterstattung durch einen Gewehrschuss.
40 % der Einnahmen aus verkauften Bildern bleiben bei Magnum. Über die Verwendung der Einnahmen wird gemeinschaftlich abgestimmt.

### Seit dem Ende des Kalten Krieges
Vom Verkauf der Bilder an Zeitschriften allein kann sich die Agentur schon lange nicht mehr finanzieren. Inzwischen zählt der Verkauf von Büchern, Postkarten und Vintage Prints zu den weiteren Standbeinen. Aus diesem Grund wurde 1988 eine Kulturabteilung ins Leben gerufen, die Buch- und Ausstellungsprojekte rund um den Globus organisiert.
Derzeit zählt Magnum ca. 50 Mitglieder und 16 Korrespondenten mit Niederlassungen in Paris, London, New York und Tokio. Trotz der allgegenwärtigen Präsenz von Fernsehteams und Kameras, die unverzüglich über die Krisenherde und entlegensten Gebieten unserer Welt berichten können, hat sich Magnum einen hohen Stellenwert in der Berichterstattung bewahren können. Das Problem stellen eher die zurückgehenden Möglichkeiten der Publikation von Fotoreportagen dar.
Magnum-Fotografen, wie beispielsweise Paul Fusco, haben nicht den Ruf, kurz ein paar Aufsehen erregende Bilder zu „erbeuten“ und dann wieder zu verschwinden; nicht selten werben sie beharrlich lange Zeit um das Vertrauen ihrer „Objekte“.
Die Versuche, die finanzielle Situation der Agentur durch Ausstellungen, den Verkauf von Postkarten und gar Prints aus dem Archiv zu verbessern, schlugen in den 2000er Jahren weitgehend fehl. 2010 verkaufte Magnum schließlich ihr Archiv mit rund 185.000 Fotografien an die Firma MS Capital LP, an der auch Michael Dell beteiligt ist. Der Bestand sollte katalogisiert und der Öffentlichkeit zugänglich gemacht werden.
Am 14. August 2020 wurde der inzwischen online veröffentlichte Katalog wieder aus dem Netz genommen, nachdem gegen den amerikanischen Magnum-Fotografen David Alan Harvey Vorwürfe wegen seiner darin enthaltenen Fotoserie Bangkok Prostitutes aus den 1980er Jahren aufgekommen waren. Eines der Fotos zeigt ein laut Bildbeschreibung zwischen dreizehn und achtzehn Jahre altes Mädchen mit nacktem Oberkörper in einem Hotelzimmer; das Mädchen geht lächelnd auf den sitzenden oder liegenden Fotografen zu. Unklar ist, ob der Entstehung des Fotos womöglich der sexuelle Missbrauch eines Kindes zugrunde liegt bzw. die Szene anderweitig vom Fotografen beeinflusst wurde – womit er ethische Grundsätze verletzt hätte – oder ob die Szene in Wirklichkeit gestellt ist, ohne dass dieser Umstand in der Bildbeschreibung deklariert worden sei.

## Gemeinschaftsprojekte
Magnum-Fotografen arbeiteten immer wieder an kollaborativen Projekten. Die Gemeinschaftsprojekte erreichten eine geringere Reichweite in der Öffentlichkeit als die einzelnen Fotografen der Agentur. Unter dem Langzeitprojekt „Postcards from America“ dokumentierten Magnum-Fotografen zum Beispiel das Ende des Kodak-Werks in Rochester, New York.
A Brief History in the Time of ISIS nennt sich eine als Zeitung veröffentlichte Gemeinschaftsarbeit von Magnum-Fotografen. Der Abriss beginnt 1941, mit Bildern von Magnum-Gründer Georg Rodgers, der den Einmarsch der Briten in Damaskus fotografierte. Die kurze Geschichte endet im befreiten Mosul, mit einer Aufnahme von Peter van Agtmael. „Jedes Bild ist eine Short Story, jede Story ist ein Stück Erkenntnis – durch solche Bilder versteht man die Welt“ schrieb die Neue Zürcher Zeitung 2018.

## Zitate
„Wir sind als ein Verein von Fotojournalisten gegründet worden, die die Realität beobachten. Wir haben bei uns nie einen Modefotografen gehabt. Wir haben eigentlich keine Werbefotografen gehabt, sondern wir sind durch die Zeit des Fotojournalismus groß geworden, durch die Zeit der großen Illustrierten, wie Life, Look oder Stern.“

„Magnum ist ein elitärer Laden. Aber das hat auch seine Vorteile. Wir haben wirklich eine Reputation, dass wir nur die Besten haben. Ob es immer klappt, ist die andere Frage, aber seltsamerweise funktioniert dieses Ausleseverfahren und wir haben am Ende wirklich nur Leute, die sich bewährt haben.“

## Auszeichnungen (Auswahl)
- James Nachtwey (USA) gewann 1992 und 1994 den World Press Photo Award[11][12]
- Larry Towell (Canada) gewann 1993 den World Press Photo Award[13]
- 2024 wurde Magnum Photos mit dem Prinzessin-von-Asturien-Preis ausgezeichnet.

## Publikationen
- Kirsten Luber (Hrsg.): Magnum Contact Sheets. Thames and Hudson, 2014, ISBN 978-0-500-54431-0.
- Magnum Magnum. Vorwort von Stuart Franklin, Nachwort von Brigitte Lardinois. Schirmer Mosel, München 2007, ISBN 978-3-8296-0323-2. (Fotoband mit Kurzbiographien und jeweils einem Text eines Kollegen)
- Magnum Fußball. Phaidon, Berlin 2006, ISBN 0-7148-5797-1.
- Magnum Landscape. Phaidon, Berlin 2005, ISBN 0-7148-4522-1.
- Chris Boot: Magnum Stories. Phaidon, Berlin 2004, ISBN 0-7148-4245-1.
- Michael Ignatieff (Hrsg.): magnum°. Phaidon, Berlin 2000, ISBN 0-7148-9077-4.
- Alain Bergala (Hrsg.): Magnum Cinema. Phaidon, Berlin 1998, ISBN 0-7148-3772-5.